# 파멜라 세일럼
파멜라 세일럼(Pamela Salem, 1950년 1월 22일 ~ )은 영국의 배우이다.

## 출연 작품
- 피그 (2011년)
- 에이프릴 샤워 (2003년)
- 갓 앤 몬스터 (1998년) - 사라 웨일 역
- 13인의 만찬 (1985년)
- 007 네버 세이 네버 어게인 (1983년) - 미스 머니페니 역
- 사생활(영어판) (1979년)
- 대열차 강도 (1979년)
- 크라운 코트 (1972년)

### 텔레비전
- 이스트엔더스 (1985년)